# أيقظني عندما ينتهي سبتمبر
أيقظني عندما ينتهي سبتمبر (بالإنجليزية: Wake Me Up When September Ends)‏
هي الأغنية الرابعة من الألبوم السابع لفريق غرين دي (الأمريكي المعتوة) تم إصدارها في 13 يونيو 2005 احتلت الأغنية المركز السادس في الولايات المتحدة لتصبح هذه هي المرة الثانية التي يشارك فيها فريق غرين دي في سباق «أفضل عشرة أغاني» احتلت الأغنية أيضا المركز الثامن في كل من كندا وبريطانيا بينما احتلت المركز الثلاثين في أستراليا. الأغنية اشتهرت أكثر بعد تصويرها بطريقة الفيديو كليب.